# Мировая серия 2021
Мировая серия 2021 (англ. 2021 World Series) — финальная серия сезона Главной лиги бейсбола 2021 года, сто семнадцатая в истории. Игры прошли с 26 октября по 2 ноября 2021 года. Соперниками по серии стали победитель Американской лиги «Хьюстон Астрос» и победитель Национальной лиги «Атланта Брэйвз». Для «Хьюстона» финал стал третьим за пять лет, «Атланта» вышла в Мировую серию впервые с 1999 года.
Победителем Мировой серии стала «Атланта», выигравшая со счётом 4:2. Для команды этот чемпионский титул стал четвёртым в истории и первым с 1995 года. Самым ценным игроком Мировой серии был признан аутфилдер «Брэйвз» Хорхе Солер.

## Предыстория
Участниками Мировой серии стали «Хьюстон Астрос» и «Атланта Брэйвз». «Астрос» выиграли Американскую лигу в третий раз за последние пять лет, обыграв в Чемпионской серии «Бостон Ред Сокс» со счётом 4:2. В финале Национальной лиги «Брэйвз» в шести матчах обыграли «Лос-Анджелес Доджерс». «Атланта» вышла в Мировую серию впервые с 1999 года.

## Путь к финалу

### Хьюстон Астрос
В течение всего сезона «Астрос» подвергались критике болельщиков и игроков других команд. Скандал с кражей знаков, разгоревшийся в 2019 году, поставил клуб в один ряд с другими известными мошенниками американского спорта. Шортстоп команды Карлос Корреа в интервью сказал, что для него и партнёров это дополнительная мотивация, чтобы показать, насколько они хороши на самом деле. Регулярный чемпионат «Астрос» завершили с 95 победами на первом месте в Западном дивизионе Американской лиги, весь сезон играя без ведущего питчера стартовой ротации Джастина Верландера. В Дивизионной серии были обыграны «Чикаго Уайт Сокс». В финале Американской лиги «Хьюстон» уступал «Бостону» 1:2, но выиграл серию в четырёх матчах.

### Атланта Брэйвз
«Брэйвз» сумели выйти в плей-офф, несмотря на неудачный старт сезона. К перерыву на Матч всех звёзд, который должен был состояться в Атланте, но был перенесён в Денвер, команда одержала 44 победы при 45 поражениях. Из-за травм на длительные сроки выбыли ведущий питчер Майк Сорока и отбивающие Марсель Осуна и Рональд Акунья. В июле для усиления атаки были обменяны Джок Педерсон и Эдди Росарио. В августе «Брэйвз» провели девятиматчевую победную серию, выйдя на первое место в дивизионе и удержав его до окончания регулярного чемпионата. Команда стала победителем Восточного дивизиона Национальной лиги в четвёртый раз подряд. В плей-офф «Атланта» обыграла «Милуоки Брюэрс» со счётом 3:1, а в Чемпионской серии Национальной лиги выиграла у действующих чемпионов «Лос-Анджелес Доджерс» 4:2.

## Расписание и результаты
Серия стартовала 26 октября 2021 года на стадионе «Минит-мейд-парк» в Хьюстоне.
| Игра | Дата       | Результат                             | Место проведения | Время | Посещаемость |
| ---- | ---------- | ------------------------------------- | ---------------- | ----- | ------------ |
| 1    | 26 октября | Хьюстон Астрос — Атланта Брэйвз — 2:6 | Минит-мейд-парк  | 4:06  | 42 825       |
| 2    | 27 октября | Хьюстон Астрос — Атланта Брэйвз — 7:2 | Минит-мейд-парк  | 3:11  | 42 833       |
| 3    | 29 октября | Атланта Брэйвз — Хьюстон Астрос — 2:0 | Труист-парк      | 3:23  | 42 898       |
| 4    | 30 октября | Атланта Брэйвз — Хьюстон Астрос — 3:2 | Труист-парк      | 3:45  | 43 125       |
| 5    | 31 октября | Атланта Брэйвз — Хьюстон Астрос — 5:9 | Труист-парк      | 4:00  | 43 122       |
| 6    | 2 ноября   | Хьюстон Астрос — Атланта Брэйвз — 0:7 | Минит-мейд-парк  | 3:22  | 42 868       |

### Отчёты о матчах

#### Игра 1
Церемониальную первую подачу перед началом Мировой серии выполнил бывший игрок «Хьюстона» и член Национального зала славы бейсбола Крейг Биджио. Государственный гимн США исполнила обладательница премии «Эмми» актриса и певица Кеке Палмер.
Матч начался с хоум-рана Хорхе Солера, выведшего «Атланту» вперёд. В третьем иннинге после хоум-рана Адама Дюваля счёт стал 5:0. Весомый вклад в это преимущество внесли игроки, пришедшие в команду по ходу сезона: они выбили четыре хита, набрали три RBI и сделал три рана. В этом же иннинге был заменён стартовый питчер «Брэйвз» Чарли Мортон, ранее получивший попадание мячом в ногу. После игры у него обнаружили перелом, из-за которого он не смог принять участие в оставшихся матчах серии. Четыре реливера «Атланты» позволили игрокам «Хьюстона» заработать лишь два очка, доведя игру до победы со счётом 6:2.
Дата: 26 октября 2021 года, 19:11 CDT

Стадион: «Минит-мейд-парк», Хьюстон

Зрителей: 42 825
| Команда        | 1 | 2 | 3 | 4 | 5 | 6 | 7 | 8 | 9 | R | H  | E |
| -------------- | - | - | - | - | - | - | - | - | - | - | -- | - |
| Атланта Брэйвз | 2 | 1 | 2 | 0 | 0 | 0 | 0 | 1 | 0 | 6 | 12 | 1 |
| Хьюстон Астрос | 0 | 0 | 0 | 1 | 0 | 0 | 0 | 1 | 0 | 2 | 8  | 1 |

Победивший питчер — Эй Джей Минтер (1—0); проигравший питчер — Фрамбер Вальдес (0—1)

Хоум-раны:
- ATL: Хорхе Солер (1), Адам Дюваль (1)

#### Игра 2
Во втором матче «Астрос» получили весомое преимущество уже во втором иннинге благодаря нескольким хитам, не позволившим игрокам «Атланты» успешно отыграть в защите. Результативные ошибки допустили игроки «Брэйвз» Эдди Росарио и Оззи Албис. Ближе к концу игры «Хьюстон» ещё больше упрочил своё лидерство. Хосе Алтуве выбил 22-й в карьере хоум-ран в матчах плей-офф, выйдя на второе место в истории по этому показателю. Питчер Хосе Уркиди стал первым уроженцем Мексики, записавшим на свой счёт две победы в Мировой серии. Предыдущая была одержана им в четвёртом матче Мировой серии 2019 года.
Дата: 27 октября 2021 года, 19:09 CDT

Стадион: «Минит-мейд-парк», Хьюстон

Зрителей: 42 833
| Команда        | 1 | 2 | 3 | 4 | 5 | 6 | 7 | 8 | 9 | R | H | E |
| -------------- | - | - | - | - | - | - | - | - | - | - | - | - |
| Атланта Брэйвз | 0 | 1 | 0 | 0 | 1 | 0 | 0 | 0 | 0 | 2 | 7 | 2 |
| Хьюстон Астрос | 1 | 4 | 0 | 0 | 0 | 1 | 1 | 0 | Х | 7 | 9 | 0 |

Победивший питчер — Хосе Уркиди (1—0); проигравший питчер — Макс Фрид (0—1)

Хоум-раны:
- HOU: Хосе Альтуве (1)

#### Игра 3
Ключом к успеху в третьем матче серии для Атланты стала игра питчеров. Иэн Андерсон, Эй Джей Минтер и Люк Джексон провели 7 2/3 иннингов без пропущенных хитов. В предыдущий раз подобное в Мировой серии удалось сделать игроку «Бостона» Джиму Лонборгу в 1967 году. Астрос выбили только два хита без набранных очков, а победу Брэйвз обеспечили дабл Остина Райли в третьем иннинге и хоум-ран Тревиса д’Арно в восьмом.
Дата: 29 октября 2021 года, 20:12 EDT

Стадион: «Труист-парк», Атланта

Зрителей: 42 898
| Команда        | 1 | 2 | 3 | 4 | 5 | 6 | 7 | 8 | 9 | R | H | E |
| -------------- | - | - | - | - | - | - | - | - | - | - | - | - |
| Хьюстон Астрос | 0 | 0 | 0 | 0 | 0 | 0 | 0 | 0 | 0 | 0 | 2 | 0 |
| Атланта Брэйвз | 0 | 0 | 1 | 0 | 0 | 0 | 0 | 1 | Х | 2 | 6 | 1 |

Победивший питчер — Иэн Андерсон (1—0); проигравший питчер — Луис Гарсия (0—1); сейв — Уилл Смит (1)

Хоум-раны:
- ATL: Тревис д’Арно (2)

#### Игра 4
К шестому иннингу четвёртого матча «Астрос» вели в счёте 2:0 благодаря хорошему старту от питчера Зака Гринке и хоум-рану Хосе Альтуве. «Атланта» проводила матч с реливерами, большую его часть отыграл Кайл Райт, пропустивший один ран за 4 2/3 иннинга. Переломить ситуацию на поле в свою пользу «Брэйвз» удалось в седьмом иннинге, когда Дэнсби Суонсон и Хорхе Солер выбили два подряд хоум-рана против Кристиана Хавьера. Закрывший игру клоузер Уилл Смит сделал свой шестой сейв в плей-офф.
Дата: 30 октября 2021 года, 20:11 EDT

Стадион: «Труист-парк», Атланта

Зрителей: 43 125
| Команда        | 1 | 2 | 3 | 4 | 5 | 6 | 7 | 8 | 9 | R | H | E |
| -------------- | - | - | - | - | - | - | - | - | - | - | - | - |
| Хьюстон Астрос | 1 | 0 | 0 | 1 | 0 | 0 | 0 | 0 | 0 | 2 | 8 | 0 |
| Атланта Брэйвз | 0 | 0 | 0 | 0 | 0 | 1 | 2 | 0 | Х | 3 | 8 | 1 |

Победивший питчер — Тайлер Мацек (1—0); проигравший питчер — Кристиан Хавьер (0—1); сейв — Уилл Смит (2)

Хоум-раны:
- ATL: Дэнсби Суонсон (1), Хорхе Солер (2)

#### Игра 5
Дата: 31 октября 2021 года, 20:15 EDT

Стадион: «Труист-парк», Атланта

Зрителей: 43 122
| Команда        | 1 | 2 | 3 | 4 | 5 | 6 | 7 | 8 | 9 | R | H  | E |
| -------------- | - | - | - | - | - | - | - | - | - | - | -- | - |
| Хьюстон Астрос | 0 | 2 | 2 | 0 | 3 | 0 | 1 | 1 | 0 | 9 | 12 | 0 |
| Атланта Брэйвз | 4 | 0 | 1 | 0 | 0 | 0 | 0 | 0 | 0 | 5 | 8  | 1 |

Победивший питчер — Хосе Уркиди (2—0); проигравший питчер — Эй Джей Минтер (1—1)

Хоум-раны:
- ATL: Адам Дюваль (2), Фредди Фримен (1)

#### Игра 6
Дата: 2 ноября 2021 года, 19:10 CDT

Стадион: «Минит-мейд-парк», Хьюстон

Зрителей: 42 868
| Команда        | 1 | 2 | 3 | 4 | 5 | 6 | 7 | 8 | 9 | R | H | E |
| -------------- | - | - | - | - | - | - | - | - | - | - | - | - |
| Атланта Брэйвз | 0 | 0 | 3 | 0 | 3 | 0 | 1 | 0 | 0 | 7 | 7 | 1 |
| Хьюстон Астрос | 0 | 0 | 0 | 0 | 0 | 0 | 0 | 0 | 0 | 0 | 6 | 0 |

Победивший питчер — Макс Фрид (1—1); проигравший питчер — Луис Гарсия (0—2)

Хоум-раны:
- ATL: Хорхе Солер (3), Дэнсби Суонсон (2), Фредди Фримен (2)

## Трансляции
Телевизионную трансляцию матчей вёл телеканал Fox Sports. Комментаторами в студии были Джо Бак и Джон Смолц, для Бака эта Мировая серия стала 24-й в карьере и 22-й подряд. Репортёрами на поле выступали Том Вердуччи и Кен Розенталь. Ведущим предматчевого шоу был Кевин Буркхардт, экспертами выступали бывшие игроки лиги Дэвид Ортис, Алекс Родригес и Фрэнк Томас.
На территории США трансляция игр Мировой серии на радио осуществлялась ESPN. Комментировал матчи Дэн Шульман, аналитиками в студии выступали Джессика Мендоза и Эдуардо Перес, предыгровые передачи вели Бастер Олни, Крис Синглтон и Марли Ривера. На испаноязычные страны вещание осуществлялось TUDN Radio, комментаторами выступали Хосе Наполес, Хесус Акоста, Альберто Феррейро и Луис Киньонес. На территории медиарынков команд, участвующих в серии, трансляцию вели аффилированные с клубами радиостанции на английском и испанском языках: SiriusXM Ch 183 в Атланте и SiriusXM Ch 176 в Хьюстоне.